# Negres Tempestes
Negres Tempestes és un col·lectiu llibertari dels Països Catalans, que defensa l'anarcoindependentisme i la necessitat de combatre l'opressió cultural des de l'anarquisme. El col·lectiu es presentà públicament el 17 de juny de 2005, després de quatre anys de trobades entre diverses individualitats del Bloc Negre de la manifestació anual de l'onze de setembre. Es reuneix i centra bona part de la seva activitat al Centre Social Autogestionat Can Vies, al barri de Sants, i, en algun mitjà, se'ls atribueix la participació en les protestes de Sants de 2014 i les protestes de Gràcia de 2016.
El col·lectiu edita la revista La Rosa dels Vents. En aquesta revista hi apareixen texts de diferents persones com a l'escriptor Mathew Tree, Ricard de Vargas-Golarons, Mikhaïl Aleksàndrovitx Bakunin, Jordi Martí i Font, etc. Aquesta revista promou també un certamen de Contes Antiautoritaris que ja ha arribat a la seva novena edició. En aquesta revista hi col·laboren col·lectius d'arreu dels Països Catalans com Negres Tempestes (Sants), Katarko (El Prat de Llobregat), Acció Autònoma de Terrassa o l'Ullal del País Valencià entre d'altres.
Negres Tempestes també ha editat diversos llibres. L'any 2007 van reeditar el llibre Anarquisme i Alliberament nacional amb la cooperació de l'Editorial Virus, la Cooperativa Ciutat Invisible i el col·lectiu pratenc Catarko. A través de la reedició d'aquest llibre, escrit l'any 1987, han pogut realitzar una llarga llista de presentacions i debats sobre aquest tema en diversos municipis dels Països Catalans. El 2012 van subscriure el «Manifest en defensa del català com a llengua vehicular en el sistema educatiu». També han publicat en català Entre la Revolució i les Trinxeres, de Camillo Berneri i Les Aventures d'en Nono de Jean Grave.